# Аминофф, Юхан Фредрик
Граф Юхан Фредрик Аминофф (швед. Johan Fredrik Aminoff, friherre och greve Aminoff; 26 января 1756, имение Рилакс, Шведская Финляндия — 30 марта 1842, имение Рилакс, Великое княжество Финляндское) — шведский военный и политик, сыгравший видную роль в истории Финляндии после завоевания её Россией.

## Биография
Родился 26 января 1756 года в имении Рилакс (швед. Rilax, фин. Riilahden kartano) в Западном Нюланде.
В 1770 году стал пажом короля Адольфа Фредрика, а после его смерти Густава III. Благодаря своей красивой наружности и прекрасным манерам, пользовался при дворе большим успехом и быстро продвигался в офицерских чинах, сделавшись вскоре приближённым короля.
С началом русско-шведской войны 1788—1790 годов последовал за королём в Финляндию, где в 1790 году после стычки у Пирттимяки получил под своё командование Бьёрнеборгский пехотный полк.
После смерти своего покровителя Аминофф вместе с другими сторонниками Густава III подвергся преследованию. В 1793 году он был уволен со всех постов и получил приказ на время малолетства Густава IV Адольфа покинуть Швецию. Однако в Штральзунде он был арестован и возвращён в Стокгольм, где предстал перед судом по обвинению в попытке свержения шведского правительства. Суд приговорил его к лишению дворянства и смертной казни, которую регент Карл Сёдерманландский заменил на пожизненное заключение в Карлстенской крепости. После того как Густав Адольф в 1796 году взял правление в свои руки, Аминоффу были возвращены все права: дворянство, чины и имение.
В 1798 году он вновь стал полковником Бьёрнеборгского полка, а в 1799 году получил чин генерал-майора.
Во время русско-шведской войны 1808—1809 годов состоял в штабе главнокомандующего шведскими войсками барона Клингспора. Во время капитуляции шведских войск у Каликса в 1809 году некоторые офицеры предлагали ему возглавить войска, чтобы избежать позора сдачи оружия, однако Аминофф отказался от данного предложения.
После заключения мирного договора он остался в Финляндии, которая по условиям мира отошла к России. В 1810 году он прибыл в Петербург во главе депутации финских офицеров, которые хлопотали о сохранении за ними прежних их бостелей (земельных участков) и в то же время имела ещё одну задачу — представить императору необходимость для Финляндии независимого законодательства по всем хозяйственным делам, отдельного войска, права определять налоги, права поступать на русскую службу и т. п. В результате настойчивых действий депутации, 15 марта (27 марта) 1810 год последовал манифест, упразднявший финские войска, но сохранявший за финскими офицерами их прежние права и оклады. Этот же манифест устанавливал главные основания будущей военной организации Финляндии.
При учреждении в 1810 году комиссии по финляндским делам Аминофф был назначен членом этой комиссии.
В 1808 году король Густав IV Адольф возвёл его вместе с его братом Густавом в баронское достоинство, но в это время Финляндия была уже присоединена к России, и диплом на баронский титул был выдан им лишь 6 мая 1812 года императором Александром I. 12 декабря 1819 года во время своей поездки по Финляндии император возвёл Аминоффа в графское достоинство Великого Княжества Финляндского.
28 августа 1821 года Аминофф, ставший к этому времени уже тайным советником, был назначен вице-канцлером Абоского университета.
Последние годы жизни провёл в родовом имении Рилакс, где и умер 30 марта 1842 года.

## Семья
Был трижды женат:
- с 1778 года на Юханне Барбаре Хисингер,
- с 1791 года на баронессе Фредерике Руут,
- с 1801 года на Еве Матильде Брункруне.

## Награды
- Орден Меча, рыцарский крест (RSO1kl) (2 сентября 1789)
- Орден Меча, командорский крест (KSO1kl) (28 мая 1801)
- Орден Меча, командорский крест со звездой (большой крест) (KmstkSO) (28 мая 1808)
- Титул барона королевства Швеция (28 мая 1808),
- Титул барона Великого княжества Финляндского (подтверждение шведского титула в 1812, внесение в рыцарский матрикул Великого княжества Финляндского, 17 сентября 1818)
- Титул графа Великого княжества Финляндского (12 сентября 1819)